# پلاشس (تگزاس)
پلاشس، تگزاس(به انگلیسی: Palacios, Texas) شهری در ایالت تگزاس از ایالات جنوبی ایالات متحده آمریکا است. در سرشماری سال ۲۰۰۰، جمعیت این شهر ۵۱۵۳ نفر اعلام شد.

## نگارخانه

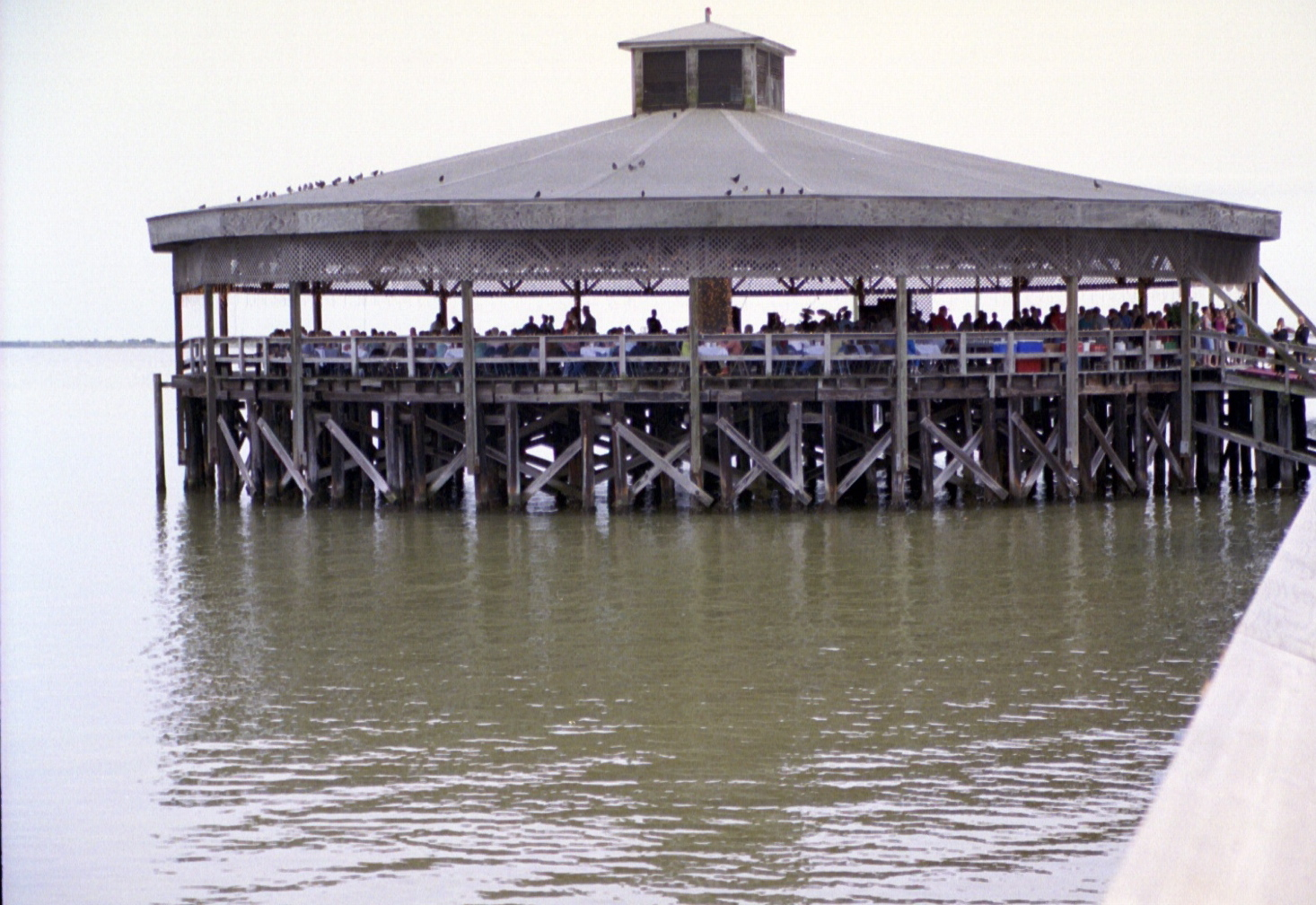